# 우일선 선교사 사택
우일선 선교사 사택은 미국인 선교사 우월순(Robert M. Willson)에 의해 1920년대에 지어졌다고 전해지며 광주에 남아있는 가장 오래된 서양식 주택이다. 1989년 3월 20일 광주광역시의 기념물 제15호로 지정되었다.

## 개요
이 곳은 미국인 선교사 우월순(Robert M. Willson)에 의해 1920년대에 지어졌다고 전해지며 광주에 남아있는 가장 오래된 서양식 주택이다. 우일선은 1908년 제중원(현 기독병원)의 원장이 되어 의사로 선교활동을 하였다.
이 건물의 평면은 정사각형으로 1층에는 거실, 가족실, 다용도실, 부엌, 욕실이 있고 2층에는 침실을 두었으며 지하에는 창고, 보일러실이 있다.

## 사건 사고
1990년 1월 31일 하오 5시14분경 불이나 2층 나무바닥 10m2를 태워 15만원(경찰추산)상당의 재산피해를 내고 5분만에 진화됐다.

## 참고 자료
- 우일선 선교사 사택 - 국가유산청 국가유산포털